# Le Bébé des Buttes-Chaumont
Le Bébé des Buttes-Chaumont, dixième et dernier volume des Aventures extraordinaires d'Adèle Blanc-Sec, est une bande dessinée de Jacques Tardi parue en 2022 chez Casterman. Elle fait suite au volume Le Labyrinthe infernal paru en 2007.
Comme annoncé par son auteur, ce dixième volume clôt la série des Aventures extraordinaires d'Adèle Blanc-Sec,. Après le mot Fin, apparaît ce texte : « Ainsi s'achèvent, pour toujours, les Aventures extraordinaires d'Adèle Blanc-Sec. Gare aux faussaires qui seraient tenté(e)s d'y donner suite!!! ».

## Synopsis
En 1923 à Paris, une étrange épidémie transforme en bovins tous ceux qui ont consommé les boissons alcoolisées et les médicaments commercialisés par le docteur Chou, tandis que les ennemis d'Adèle Blanc-Sec sont bien décidés à gâcher la vie de la jeune femme, notamment par le truchement de clones explosifs.
Mais le beau-frère d'Adèle, Honoré Fiasco, qui a mis la main sur un antidote, et une momie, amie d'Adèle de longue date, de passage à Paris pour un congrès international de thanatopraxie, seront sûrement d'un grand secours...

## Dédicace et chanson
Ce dernier volume des aventures d'Adèle Blanc-Sec est dédié à Dominique Grange : « À Dominique Grange, ma chanteuse préférée, qui a créé la Chorale des Momies... à l'Académie ! ».
Pour accompagner cet album, Dominique Grange a spécialement enregistré une chanson, Immortelle Adèle, dont elle a écrit les paroles sur l'air de Ne pleure pas, Jeannette,. 